# Santiago Antúnez de Mayolo Rynning
Santiago Antúnez de Mayolo Rynning (Aija, 4 de abril de 1913 - Lima, 23 de mayo de 2012) fue un político, abogado, historiador, profesor e investigador peruano.

## Biografía
Santiago Erik Antúnez de Mayolo Rynning nació el 4 de abril de 1913, en el Distrito de Aija, que en ese tiempo pertenecía a la primera Provincia de Huaraz. Sus padres fueron el sabio Santiago Antúnez de Mayolo y la noruega Lucie Rynning. Hizo sus estudios escolares en Huaraz y Lima. Estudió derecho en la Universidad Nacional Mayor de San Marcos y luego se graduó en Historia. Ejerció como profesor en su alma mater. 
A los 25 años asumió el cargo de diputado por Ancash en el Congreso de la República para el período 1939-1945, continuando en el periodo siguiente, pero solo hasta 1948 cuando se llevó a cabo el golpe de Estado del general Manuel Odría. En 1943 contrajo matrimonio con Susana Maurer Carriquiry con quien tuvo cuatro hijos, quienes le dieron 12 nietos y 18 bisnietos.
Dedicado al estudio de las plantas nativas y de su valor nutricional, fue defensor de la biodiversidad y del cuidado del entorno físico y natural.
Murió el 23 de mayo del 2012, a los 99 años, y sus restos fueron velados en la Iglesia de Fátima en Armendáriz, Miraflores.

## Obras
- Nutrición en el antiguo Perú.
- Manuscrito de Juan Betanzos.

- Sistema precolombino de previsión del clima (ISBN 9972-9945-9-7 - Depósito legal en la Biblioteca Nacional del Perú N° 2009-06689)

## Premios y reconocimientos
- 1995: Orden de las Palmas Magisteriales - Grado de Maestro - Ministerio de Educación del Perú.
- 2000: Premio internacional La Kiwicha de Oro.
- 2006: Medalla Maestro Universitario - Asamblea Nacional de Rectores del Perú.
- 2006: Miembro Honorario del Colegio de Nutricionistas del Perú.
- 2008: Miembro Honorario del Colegio de Antropólogos del Perú.
- 2009: Premio ADEX - Asociación de Exportadores.
- 2009: Miembro Honorario del Colegio Regional de Profesores de Lima Metropolitana.
- Doctor honoris causa de la Universidad Ricardo Palma.